# Margarita Ucelay
Pour les articles homonymes, voir Ucelay.
Margarita Ucelay, née à Madrid le 5 mai 1916 et morte dans cette même ville en 2014, est une universitaire espagnole, spécialiste de l'œuvre de Federico García Lorca.

## Biographie
Elle est la fille de la metteure en scène Pura Maortua, passionnée de théâtre, amie et collaboratrice de Federico García Lorca, et la sœur aînée de l'architecte Matilde Ucelay.
Elle est diplômée en droit de l'Université centrale de Madrid.
Elle rencontre Ernesto Guerra da Cal, adhérent au PCE, capitaine de l'Armée Populaire de la République, et l'épouse le 31 octobre 1936 à Valence pendant la guerre d'Espagne.
Elle doit s'exiler en France lors de la Retirada, et réussit à rejoindre les États-Unis sur le transatlantique Queen Mary. Elle est néanmoins internée à Ellis Island.
Elle obtient un visa étudiant pour les États-Unis, en passant par Cuba. Elle est aidée pour rejoindre New York par Federico de Onís, de l'Université de Columbia.
Elle débute alors une grande carrière universitaire consacrée à la recherche à l'œuvre de Federico García Lorca et à l'enseignement.
Une fois intégrée à l'Université de Columbia à l'automne 1939, elle commence à donner des cours d'espagnol au Vassar College de Poughkeepsie. 
Elle est également nommée au Hunter College.
Elle revient en Espagne en 1982 et publie une partie de l'œuvre inédite de García Lorca, Les Amours de Don Perlimplín avec Belisa dans son jardin (1990).